# Holidays in the Sun
«Holidays in the Sun» es una canción de la banda de punk británica Sex Pistols. Fue lanzada el 14 de octubre de 1977, siendo el cuarto sencillo de la banda y el último del álbum Never Mind the Bollocks, Here's the Sex Pistols. Alcanzó el número ocho en las listas de éxitos del Reino Unido, y fue el último sencillo junto a Johnny Rotten hasta que regrabaran «Anarchy in the UK» y «Pretty Vacant» en 2007 para Guitar Hero. El riff de la canción está inspirada en la canción "In the City", de The Jam, lanzada unos meses antes.
La canción fue colocada como la número uno del álbum debut de los Pistols: Never Mind the Bollocks, Here's the Sex Pistols y ha sido versionada por bandas como Green Day (durante la gira de su disco Nimrod), por Skid Row para su disco Stairway to Heaven / Highway to Hell y por la banda punk Fiskales Ad-Hok en su álbum 12 como Vacaciones en el Sol.

## Carteles promocionales
Se emitieron dos carteles promocionales para promocionar el sencillo. El más común del par era simplemente una reproducción de gran tamaño de la portada del sencillo.
La segunda versión presentaba una imagen monocromática de una escena de playa. Esta versión del cartel se reprodujo en gran medida para la venta comercial a mediados de la década del ochenta.